# Коциан, Ярослав
Ярослав Коциан (чеш. Jaroslav Kocian; 22 февраля 1883, Усти-над-Орлици — 8 марта 1950, Прага) — чешский скрипач, музыкальный педагог и композитор.
Сын музыканта. Начал учиться игре на скрипке в четырёхлетнем возрасте и в том же году впервые выступил публично. После своего отца учился у руководителя городского хора Йозефа Забродского, а в 1893 г. поступил в Пражскую консерваторию в класс Отакара Шевчика, соучеником которого некогда был его отец. Композицию изучал под руководством Антонина Дворжака, учился также игре на фортепиано. При выпуске из консерватории (1901) в течение трёх дней выступил в Рудольфинуме как скрипач (с концертом Николо Паганини), как композитор и дирижёр (с исполнением своего «Романса для скрипки с оркестром») и как пианист (в составе фортепианного трио).
Начиная с 1901 года гастролировал по разным странам Европы, в 1902 г. дебютировал в нью-йоркском Карнеги-холле. В 1907 г. по приглашению своего соученика Франтишека Ступки обосновался в Одессе, заняв место педагога в Одесском училище Императорского Русского музыкального общества и возглавив струнный квартет (вторая скрипка Ступка, альт Иосиф Перман, виолончель Ладислав Зеленка). Затем в 1908—1909 гг. работал в Санкт-Петербурге как первая скрипка Квартета герцога Мекленбургского. Вернувшись в Чехию, продолжил гастрольную карьеру по всему миру, завершив исполнительскую деятельность в 1928 году и полностью посвятив себя преподаванию. С 1929 г. профессор Пражской консерватории, в 1939—1940 гг. её ректор; среди учеников Коциана — Йозеф Сук-младший, Вацлав Снитил, Ян Седивка, Эде Затурецкий и др. В 1943 г. вышел на пенсию.
Ярослав Коциан исполнял музыку для первого чешского звукового фильма «Тонка „Виселица“» (1930, режиссёр Карел Антон).
Имя Коциана носит улица в Праге (чеш. Kociánova ulica). В разные годы в Чехии действовали несколько струнных квартетов имени Коциана, в его родном городе с 1959 г. проводился названный в его честь юношеский международный конкурс скрипачей.